# Kurtis Blow
Kurtis Blow, właściwie Kurt Walker (ur. 9 sierpnia 1959 w Harlemie w Nowym Jorku) – amerykański raper, beatbokser i producent muzyczny.
Pierwszy raper, który podpisał kontrakt z dużą wytwórnią płytową – Mercury. Był wykonawcą jednego z pierwszych przebojów rapowych – „Christmas Rappin” z 1979 r. Utwór ten i następny przebój singlowy „The Breaks” sprzedane zostały w liczbie ponad miliona egzemplarzy. W 1972 r. zaczął działalność DJ-a w Harlemie pod pseudonimem Kool DJ Kurt. Uczył się od Kool Herca i DJ Hollywooda.
W 1976 r. rozpoczął naukę w City College Of New York w specjalności komunikacja i media radiowe. Wtedy spotkał przyszłego szefa wytwórni Def Jam Russella Simmonsa, za którego namową zmienił pseudonim na Kurtis Blow. Grywał potem w małych klubach, razem z wykonawcami wczesnego hip-hopu. Jednym z nich był Grandmaster Flash, z którym nawiązał współpracę w 1977 r. i wtedy też po raz pierwszy zaczął rapować. W 1979 r. zespół Sugarhill Gang wprowadził na listy przebojów pierwsze nagranie rapowe „Rapper 's Delight”. Pochodzący z 1979 r. przebój „The Breaks”, w którym wystąpił też DJ Davy D (właśc. David Reeves Jnf, wcześniej Davey DMX, znany z nagrania „One For The Table (Fresh)”), miał znaczący wpływ na cały ruch hip-hopu. Działalność Blowa z okresu początku lat 80. przeszła bez echa. Dał znać o sobie ponownie w 1983 r. maksisinglem Party Time oraz rolą w filmie „Krush Groove” (1985 r., reż. Michael Schultz). Album Ego Trip był zestawem nagrań z udziałem Run DMC w przeboju „8 Million Stories”. Blow rapował w piosence „Save Your Love (For Number One)” duetu Rene i Angela.
Podjął się również roli producenta, m.in. dla The Fearless Four i Dr Jeckyll And Mr Hyde. Kontynuacją corocznego cyklu wydawniczego był patriotyczny album America. Rok później King Dream Chorus i Holiday Crew nagrały pod jego okiem piosenkę „King Holiday”. Była ona poświęcona Martinowi Lutherowi Kingowi z życzeniem, aby dzień jego urodzin ustanowić amerykańskim świętem narodowym. W realizacji płyty Kingdom Blow wziął udział Bob Dylan, a w interpretacji „Zip-A-Dee-Doo-Dah” pojawił się George Clinton. Ostatnim przebojem Blowa był singiel „I'm Chillin” z 1986 r. W 1994 r. Blow pojawił się na składance z nagraniami wykonawców starej szkoły w nowym repertuarze pt. „Raiders Of The Lost Art”, wydanej przez wytwórnię Street Life.
29 października 2016 r. doznał zawału serca. Pierwszej pomocy udzieli mu policjanci, wezwani do interwencji w sprawie przepychanki pomiędzy raperem a jego synem.

## Koncerty w Polsce
- 12 listopada 2006, Warszawa, klub The Fresh[2]
- 16 marca 2008, Warszawa, klub The Fresh[3]

## Dyskografia
- Christmas Rappin (Singiel, 1979)
- Kurtis Blow (Mercury 1980)
- The Breaks (1980)
- Deuce (1981)
- Tough (1982)
- Party Time? (EP) (1983)
- Ego Trip (1984)
- Rapper in Town
- America
- Kingdom Blow (1986)
- Back By Popular Demand
- The Best of Kurtis Blow (1994)

### Występy gościnne
- „HIT Rappers” – Gorzki aka. Uncle G feat. Snoop Dogg, Kurtis Blow, Kokane, Alicja Węgorzewska, Prodigal Sunn, Rakaa (Dilated Peoples), Curtis Young (Son of Dr.Dre), PMD & Medus (2019)[4]